# 佐藤溪
佐藤 溪（さとう けい、1918年（大正7年）3月31日 - 1960年（昭和35年）12月30日）は、日本の画家、詩人。本名は忠義。溪山人、忠石、教祖とも号する。

## 概要
第二次世界大戦中は中国・東南アジアで従軍する。1945年に復員したのちは、後述の放浪中に作成された作品とは対照をなす、神秘的な油彩画を多く制作した。1955年から5年に渡り日本全国を旅し、昭和30年代の風景や人物を絵画に残した。水彩、フェルトペン、鉛筆等による多彩な画風が特徴である。1959年、旅先の沼津で脳卒中のため倒れ、翌1960年、両親の住む湯布院町で、「父母の後光見たり萩深し」という辞世の句を残し死去。
佐藤の作品の多くは、1991年7月に大分県大分郡湯布院町（現大分県由布市湯布院町）に開館した由布院美術館で展示されていたが、2012年3月に同館が閉館することに伴い、2013年1月からは大分県別府市にある国の登録有形文化財聴潮閣内に開設された佐藤溪美術館で展示されている。

## 略歴
- 1918年（大正7年）3月31日 - 広島県安芸郡熊野町で誕生[1]。
- 1928年（昭和3年） - 家族の転居により上京。以後、東京市立小石川工業学校（後の東京都立小石川工業高等学校）、川端画学校で学ぶ。
- 1939年（昭和14年） - 徴兵され、終戦まで中国や南洋各地を転戦。
- 1949年（昭和24年） - 新日本文学会に参加し詩作を行うが、同年に自由美術家協会に参加し画業に専念する。
- 1950年（昭和25年） - 京都府亀岡町天恩郷に移住[3]。
- 1955年（昭和30年） - 日本全国を回る長期の放浪に出る。
- 1959年（昭和34年）秋 - 沼津で脳卒中のため倒れる。
- 1960年（昭和35年）12月30日 - 大分県大分郡湯布院町の両親のもとで死去。